# Congrégation bouddhiste Dharmaling
 (mars 2008).
Si vous disposez d'ouvrages ou d'articles de référence ou si vous connaissez des sites web de qualité traitant du thème abordé ici, merci de compléter l'article en donnant les références utiles à sa vérifiabilité et en les liant à la section « Notes et références ».
La Congrégation bouddhiste Dharmaling est une communauté religieuse  ainsi qu’une fondation bouddhiste vajrayana de la lignée Gelugpa, ayant son siège principal à Ljubljana en Slovénie et des centres annexes en Hongrie, Autriche, Russie, Roumanie et France. Lama Shenphen Rinpoche, un tulku, est le responsable de cette organisation. 
Dharmaling est membre de l'Union bouddhiste européennedepuis 2018. 

## Historique
Dharmaling est née des activités de son abbé, le lama Shenphen Rinpoche, et de l’intérêt manifesté par les bouddhistes de plusieurs pays. Dharmaling a commencé ses activités en France en 1986et en Espagne, puis s’est déplacée en Slovénie où elle a pris racine en 2003 et s’est développée. 
En 2007, un centre ouvre à Ljubljana, capitale de la Slovénie et la légalisation de la communauté religieuse dans ce pays est entamée.
Dharmaling existe maintenant comme communauté religieuse en Slovénie et Hongrie et comme association non lucrative en Autriche et Russie. En dehors de la branche principale, plusieurs groupes d’étude existent, organisant régulièrement la visite de Lama Shenphen Rinpoche.
Il y a aussi un centre à Lyon, au sein du Sangha Loka.
En 2018, Dharmaling devient membre de l'Union bouddhiste européenne,.

## Enseignants spirituels et lignée
Lama Shenphen Rinpoche est l'enseignant principal et le directeur spirituel de l’organisation. geshes et lamas sont régulièrement invités pour quelques jours ou quelques mois.

### Enseignants
Comme enseignants visitants, Dharmaling a reçu le geshe Khedrup, un geshe lharampa (plus haut diplôme dans l'enseignement bouddhique tibétain) du monastère de Sera-Jhe (second monastère de Séra, à Bylakuppe, en Inde), et Tulku Gyatso, un rinpoché du Kham (Tibet).

### Lignée
La transmission principale d’enseignements et de pratiques vient de la tradition gelugpa, mais également des écoles nyingma et kagyupa. Suivant les conseils de Lama Shenphen Rinpoche et pour ne pas créer de confusion chez les pratiquants, les pratiques principales sont gelugpa. Les pratiquants les plus avancés peuvent suivre des textes d’autres traditions. Les enseignements peuvent être donnés suivant les traditions de chacune des quatre écoles du bouddhisme tibétain (Gelug, Sakya, Kagyu, Nyingma), suivant le type de transmission reçu.

## Sangha
Le sangha de Dharmaling est composé du traditionnel sangha (communauté) ordonné – avec des moines et nonnes de différents niveaux d’ordination, de Rabjung à Gelong – mais comprend aussi par extension la communauté des pratiquants laïcs de différents pays. Au centre principal, en Slovénie, qui peut loger des visiteurs, il y a souvent un mélange de pratiquants de plusieurs pays participant aux différentes activités.

## Activités et finances

### Programme d’enseignements
Le programme de Dharmaling est composé d’enseignements réguliers sur des textes traditionnels et d’enseignements plus généraux. En fonction de l’endroit et de l’auditoire, Rinpoche choisit de suivre une série d’enseignements parfois sur plusieurs mois, ou de parler d’un sujet spécifique.
Lorsque Rinpoché pense que les bases ont été comprises et qu’une pratique régulière a lieu, il donne les initiations des Déités de base ou invite d’autres enseignants pour le faire. Un texte de pratique est alors traduit dans la langue du pays correspondant et expliqué.

### Soins
Lama Shenphen Rinpoché est présenté comme guérisseur.

### Finances
Dharmaling finance ses activités avec des donations.[réf. nécessaire]